# Hotel Diablo
 (octobre 2019).
Si vous disposez d'ouvrages ou d'articles de référence ou si vous connaissez des sites web de qualité traitant du thème abordé ici, merci de compléter l'article en donnant les références utiles à sa vérifiabilité et en les liant à la section « Notes et références ».
Hotel Diablo est le quatrième album studio du rappeur américain Machine Gun Kelly (MGK). 
Il a été réalisé le 5 juillet 2019 sous les labels Bad Boy Records ainsi que Interscope Records. Dans l'album sont présents quatre singles principaux, à savoir Hollywood Whore, El Diablo, I Think i'm okay en participation avec Yungblud et Travis Barker et Glass House (en) avec Naomi Wild.
L'album fait partie du genre Rap rock. Il est sorti seulement 10 mois après son EP Binge, sorti en septembre 2018. Sa fille, Casie, a prêté sa voix pour la fin de la chanson Floor 13. 

## Accueil
L'album a, dès le début, reçu d'assez bonnes critiques et a débuté en cinquième position dans le Billboard 200 aux États-Unis. Bien qu'il n'y ait pas réellement de thème conducteur, ce dernier traite des problèmes qu'a pu encourir le rappeur dans sa vie, notamment en abordant ses problèmes de drogues ou les difficultés familiales, entre autres. MGK utilise des références ou clins d'œil à des artistes issus de la scène Rock ou Rap, comme Lil Peep ou Chester Bennington, le chanteur du groupe Linkin Park.